# Leone il Diacono
Leone, noto come Leone il Diacono (in greco medievale: Λέων ὀ Διάκονος; in latino Leo Diaconus; Kaloe, 950 circa – X secolo), è stato uno storico bizantino, autore di un'importante storia dell'Impero bizantino dal 959 al 976.

## Biografia
Di Leone il Diacono è noto solo ciò che può essere ricavato dai suoi scritti. Nacque a Kaloe, una località posta ai piedi del monte Tmolus (odierno Bozdağ), in Asia Minore. Si recò a Costantinopoli, dove fece gli studi, nella prima giovinezza e, come dice il suo nome, fu ordinato diacono. Nel 986 prese parte alla guerra contro i Bulgari sotto l'imperatore Basilio II (976-1025); era presente all'assedio di Triaditza (Sofia), dove l'esercito imperiale fu sconfitto. Dopo l'anno 992 cominciò a scrivere una storia dell'Impero bizantino, presumibilmente a Costantinopoli. Il lavoro è incompleto. Apparentemente morì prima di finirlo.
La storia, divisa in dieci libri, copre il periodo compreso fra il 959 e il 976, ossia i regni di Romano II (959-963), Niceforo II Foca (963-969) e Giovanni Zimisce (969-976). Leone descrive le guerre vittoriose contro gli Arabi, con le quali furono riconquistate le fortezze della Cilicia e l'isola di Cipro (964-965), la conquista di Antiochia e della Siria settentrionale (968-969), la guerra contro i Bulgari (969) e la sconfitta dei Rus' di Kiev (971); in alcuni excursus riferisce tuttavia alcuni argomenti verificatisi nel 992. Per i regni di Niceforo II Foca e Giovanni Zimisce, Leone il Diacono è la fonte principale, essendo l'unico storico contemporaneo dai quali gli scrittori successivi hanno tratto il loro materiale. La sua autorità è la propria osservazione e il racconto di chi è testimone oculare. Lo stesso Leone rivendica nella prefazione della sua opera:
(Leone il Diacono, ''Leonis Diaconi Caloensis Historiae libri decem, Bonnae: impensis Ed. Weberi, 1828, I : 1, p. 5)
Sebbene la Storia di Leone sia preziosissima per ricostruire gli eventi di uno dei periodi più brillanti dell'Impero bizantino, i critici letterari non giudicano positivamente il suo stile: Leone viene infatti giudicato affettato e prolisso, amante dei termini stranieri (ossia, latini), con una passione per le forme insolite e stravaganti; anche laddove sia possibile usare termini comuni come "fratello", o perfino il verbo "essere", Leone preferisce sinonimi pretenziosi o strani neologismi. Krumbacher definisce sinteticamente lo stile di Leone come "banale e saccente". Leone cita Procopio, Omero e soprattutto la Bibbia (nella versione dei Settanta). La sua lealtà all'imperatore ne vela spesso il giudizio. La sua storia è stata continuata da Michele Psello. Il libro di Leone non fu molto popolare nei secoli successivi. Fra gli scrittori che attinsero da lui gli fu preferito Niceforo Briennio. Come risultato della scarsa popolarità è che un solo manoscritto della sua storia è stato conservato.

## Edizioni
- Leo Diaconus, Leonis Diaconi Caloensis Historiae libri decem et Liber de velitatione bellica Nicephori Augusti e recensione Caroli Benedicti Hasii, Addita eiusdem versione atque annotationibus ab ipso recognitis. Accedunt Theodosii Acroases De Creta capta e recensione Fr. Iacobsii et Luitprandi legatio cum aliis libellis qui Nicephori Phocae et Ioannis Tzimiscis historiam illustrant. Bonnae: impensis Ed. Weberi, 1828 (fa parte di Corpus scriptorum historiae Byzantinae. Editio emendatior et copiosior, consilio Barthold Georg Niebuhrii C.F. instituta, opera eiusdem Niebuhrii, Immanuel Bekkeri, L. Schopeni, G. et L. Dindorfiorum aliorumque philologorum parata (on-line).
- Leo Diaconus, Leontos diakonou historia: e recensione Caroli Benedicti Hasii : praemittitur Menologium graecorum Basilii Porphyrogeniti imperatoris jussu editum. Accedunt Hippolyti Thebani, Georgidis monachi, Ignatii diaconi, Nili Cujusdam, Christophori Protoasecretis, Michaelis Hamartoli, anonymi, scripta quae supersunt, accurante et denuo recognoscente J. P. Migne. Parisiis: apud Garnier fratres editores et Jacques Paul Migne successores, 1894 (on-line).
- Leone Diacono, Storia, a cura di Giacinto Agnello, Palermo, Palumbo 2016.